# Taiji Yabushita
Taiji Yabushita (藪下泰司, Yabushita Taiji) est un réalisateur et scénariste japonais né le 1er février 1903 à Osaka et mort le 15 juillet 1986.
Il est un grand pionnier du cinéma d'animation au Japon. Il est notamment connu pour son long métrage d'animation Le Serpent blanc (sorti en 1958), considéré comme le premier long métrage en couleurs de l'histoire de l'animation japonaise.

## Biographie
En 1947, avec Kenzō Masaoka et Sanae Yamamoto, Taiji Yabushita donne vie au studio Nichidō Eiga-sha et participe à la création de films d'animation tels que Tora-chan to hanayome et Poppo-ya san: Nonki ekicho no maki.
En 1949, il réalise son premier court métrage, Dobutsu dai yakyu sen, avec Masao Kumagawa.
En 1956, Yabushita réalise le premier projet important du studio Toei Animation, Le Serpent blanc, le premier long métrage en couleurs de l'histoire de l'animation japonaise. Il réalise ensuite de nombreux films pour ce studio jusqu'en 1968.
Il devient ensuite enseignant et réalise au début des années 1970 un documentaire sur l'histoire de l'animation japonaise.

## Filmographie

### Réalisateur

#### Longs métrages
- 1958 : Le Serpent blanc (白蛇伝, Hakuja den?)
- 1959 : Sarutobi Sasuke, le jeune ninja (Shōnen Sarutobi Sasuke)
- 1960 : Alakazam, le petit Hercule (Saiyûki) (coréalisateurs Osamu Tezuka et Daisaku Shirakawa)
- 1961 : Anju to Zushiōmaru
- 1962 :  Les Aventures de Sinbad le marin (Arabian naito: Shindobaddo no bōken)
- 1967 : Shōnen Jakku to Mahō-tsukai
- 1967 : Hyokkori hyōtan-jima

#### Courts métrages
- 1949 : Dobutsu dai yakyu sen
- 1953 : Kobito no denwa
- 1954 : Kappa kawataro
- 1955 : Ukare violin
- 1956 : Issunboshi
- 1956 : Kuroi kikori to shiroi kikori
- 1957 : Koneko no rakugaki
- 1957 : Hanuman no atarashī bōken
- 1958 : Minna de issho ni utaimashō
- 1971 : Nihon manga eiga hattatsu shi: Manga tanjō
- 1973 : Nihon manga eiga hattatsu shi: Anime shin-gachō

### Scénariste

#### Courts métrages
- 1952 : Otenki gakkō
- 1954 : Kōsagi monogatari
- 1955 : Ukare violin
- 1956 : Issunboshi

#### Longs métrages
- 1958 : Le Serpent blanc (白蛇伝, Hakuja den?)

### Producteur

#### Courts métrages
- 1949 : Nonki kikanshi
- 1971 : Nihon manga eiga hattatsu shi: Manga tanjō
- 1973 : Nihon manga eiga hattatsu shi: Anime shin-gachō